# Микеревич, Мирослав
Мирослав «Мика» Микеревич (серб. Мирослав Мика Микеревић; 1965 год — 19 января 2014 года) — сербский спортсмен и военный, прославившийся спасением 38 сербских солдат из осаждённого местечка Рабич без единого выстрела.

## Биография

### Ранние годы
О ранних годах жизни Микеревича известно очень мало, кроме того, что он был одним из спортивных активистов в СР Боснии и Герцеговины. Известно, что уже в 1992 году он служил в Войске Республики Сербской.

### Подвиг
10 апреля 1992 года объединённые силы «Зелёных беретов» и Хорватских оборонительных сил в составе 300 человек окружили местечко Рабич (стратегически важный пункт для военных) около Дервенты и находившихся в нём солдат. Командование не позволило солдатам выходить за продовольствием, не желая сдавать крепость. После ряда стычек солдаты поняли, что их фактически пытаются принести в жертву. Тем не менее, солдат Мирослав Микеревич решился спасти солдат.
Он отправился к военному пункту, но ещё до этого был арестован местной полицией, подчинявшейся хорватам и боснийцам. Узнав, что он серб, полицейские из него попытались вытрясти хоть какие-нибудь данные об объектах и их расположениях в Рабиче. Не дав себя запугать, Микеревич сказал, что является «честным и правильным сербом» и может быть полезен. Хорваты и боснийцы попросили его отвести их к оружейному складу, пообещав его сопроводить до местечка Тромече, а при дальнейшей военной помощи ещё обеспечить ему как минимум пять лет благополучной жизни в Дервенте и право командовать боевой группой. Тот заявил, что интересуется только спортом, а не войной. В конце концов, его переодели в гражданское (джинсы и куртку) и повелели к 8 часам утра разоружить весь гарнизон.
Прибыв ночью на объект, Мирослав призвал окружённых солдат не верить обещаниям хорватов и боснийцев о том, что всем сдавшимся будет сохранена жизнь, и вместе они начали разрабатывать план прорыва. К 3:30 они заминировали весь склад и выпустили шесть немецких овчарок, взяв с собой двух из них для сопровождения. Солдаты унесли всё своё личное огнестрельное оружие, десять ящиков патронов, шесть ящиков гранат, 50 гранатомётов «Оса» и прочее вооружение. Микеревич возглавлял колонну и провёл их сквозь четыре ряда колючей проволоки. Ситуацию осложняла восходящая луна, и солдатам нужно было прорываться как можно быстрее, не привлекая внимание хорватских боевиков.
Более 4 часов солдаты выбирались из осаждённого местечка, но к 8 часам утра добрались до горы Дебела, как раз в тот момент, когда хорваты подошли к складу. За свою храбрость Мирослав Микеревич заслужил уважение всех солдат и их родственников и был награждён памятной медалью майора Милана Тепича.

### После войны
После войны Микеревич продолжил службу в Армии Республики Сербской, а позднее в Армии Боснии и Герцеговины. В 2008 году он вышел на преждевременную пенсию.
Микеревич активно увлекался спортом, занимался гандболом (играл в команде «Дервента»), а в конце 1980-х годов получил тренерскую лицензию и тренировал «Слогу» из Прнявора. Представлял сборную Вооружённых сил Республики Сербской в лёгкой атлетике: бегу по пересечённой местности, бегу на 1500, 3000 и 5000 метров, а также марафоне. Выступал за футбольный клуб «Задругар», был его тренером, позднее секретарём и даже президентом.
В мае 2013 года Микеревичу врачи поставили диагноз: опухоль головного мозга. Несмотря на усилия врачей, он умер 19 января 2014 года.